# Joachim Winkelhock
Joachim Winkelhock (ur. 24 października 1960 roku) – niemiecki kierowca wyścigowy.

## Kariera

### Początki kariery
Po śmierci swojego brata Manfreda w 1985 roku, Joachim przerwał na pewien czas swoją karierę. Szybko jednak powrócił do wyścigów i już w 1988 roku został mistrzem Niemieckiej Formuły 3 oraz wygrał Puchar Europy Formuły 3. Miał już wtedy 28 lat. 

### Formuła 1
Dzięki tym osiągnięciom został zatrudniony w roli etatowego kierowcy zespołu Formuły 1 - AGS. W ciągu siedmiu zgłoszeń Niemiec ani razu nie zdołał zakwalifikować się do wyścigu, czego powodem była utrata posady na rzecz Francuza, Yannicka Dalmasa. Po tym sezonie nigdy nie znalazł już dla siebie miejsca w stawce. 

### Wyścigi samochodów turystycznych
W ten też sposób Joachim zaangażował się w wyścigi samochodów turystycznych, gdzie przez większość kariery był związany z BMW. Jak się okazało, Winkelhock bardzo szybko zaadaptował się w tego typu pojazdach, czego dowodem były trzy tytuły mistrzowskie – w Brytyjskich i Azjatyckich Mistrzostwach Samochodów Turystycznych w 1994 roku oraz w Niemieckich Mistrzostwach Samochodów Turystycznych w roku 1995. Poza tym dwukrotnie zwyciężył w Grand Prix Makau w 1994 oraz w 1998 roku. W roku 2000 związał się z Oplem, z którym brał udział w serii DTM. Współpraca z nimi nie była jednak tak owocna.

### Wyścigi długodystansowe
Niemiec oprócz startów w normalnej rywalizacji, z sukcesem brał udział również w wyścigach długodystansowych, wygrywając 24-godzinny wyścig na torze Spa-Francorchamps w 1995 oraz 24 Godziny Le Mans w 1999 roku, w parze z Włochem Pierluigi Martini i byłym kolegą z wyścigów Grand Prix, Yannickiem Dalmasem. Wszystkie sukcesy odniósł tak jak w przypadku samochodów turystycznych, z zespołem BMW. 
W ramach honoru dla Joachima bawarski koncern wydał specjalną edycję samochodu BMW M5 E34